# FC Astana
Nezaměňovat s jiným kazachstánským fotbalovým klubem FC Astana-1964.

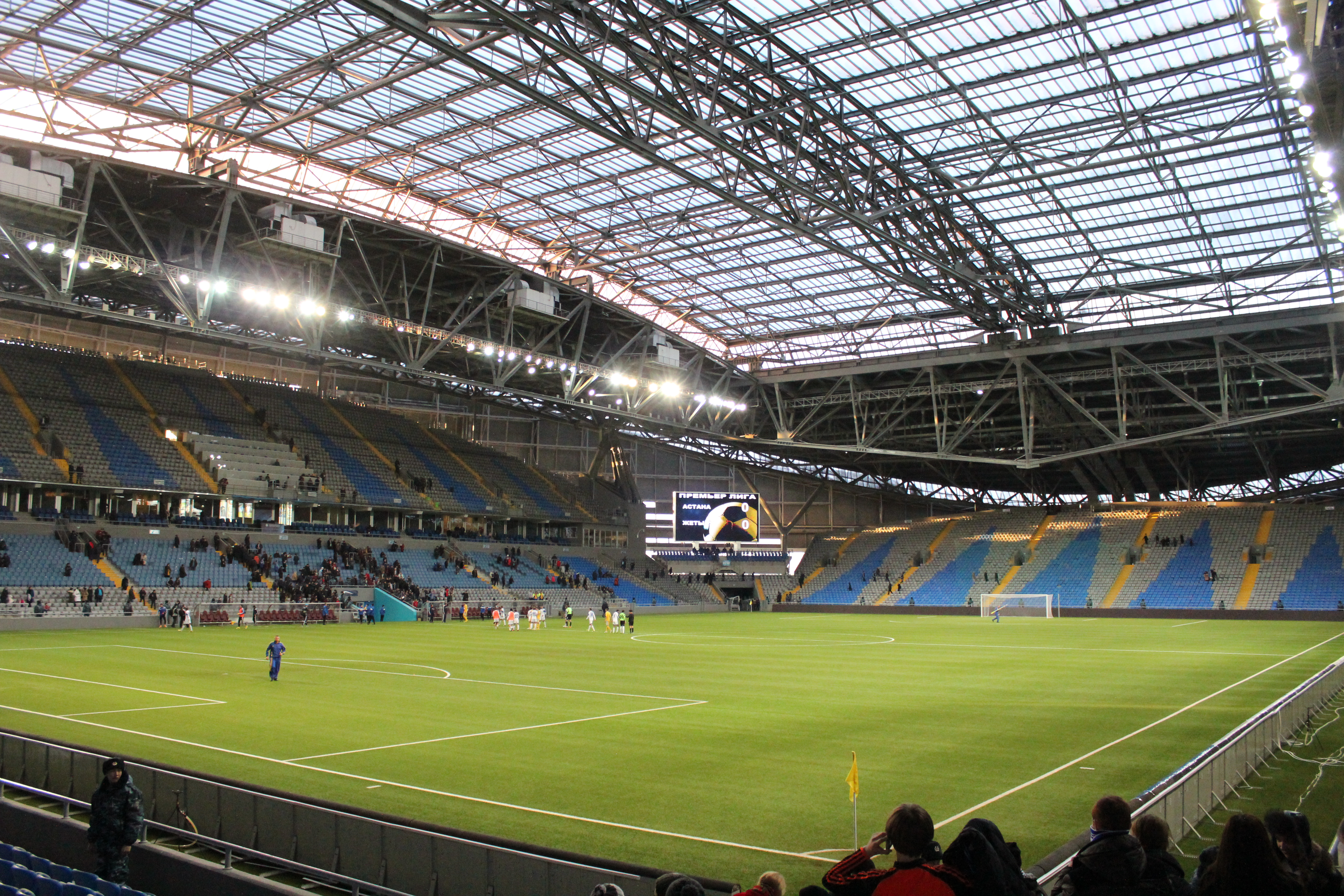
Astana Arena zevnitř

FC Astana (kazašsky Астана футбол клубы) je kazachstánský fotbalový klub sídlící v Astaně, k roku 2016 je úřadujícím mistrem Premjer Ligasy (první kazachstánská liga). Hřištěm klubu je stadion s názvem Astana Arena s kapacitou 30 000 diváků. V sezóně 2015/16 hrál základní skupinu Ligy mistrů UEFA.

## Historie
Klub vznikl v roce 2009 sloučením klubů FK Alma-Ata a FC Megasport jako FC Lokomotiv Astana. V květnu 2011 došlo k přejmenování na FC Astana.
V sezoně 2014 poprvé vyhrál Premjer Ligasy.

Astana Arena

V srpnu 2015 klub postoupil poprvé ve své historii do základní skupiny Ligy mistrů UEFA a stal se prvním kazachstánským týmem, kterému se to povedlo. V sezóně 2016/17 klub hrál základní skupinu Evropské ligy UEFA.

## Úspěchy

### Domácí
- Premjer Ligasy – 7× vítěz (2014, 2015, 2016, 2017, 2018, 2019, 2022)[5][6]
- Kazachstánský fotbalový pohár – 3× vítěz (2010, 2012, 2016)[7]
- Kazachstánský superpohár – 6× vítěz (2011, 2015, 2018, 2019, 2020, 2023)[8][6]

## Historické názvy
- 2009–2011 : FC Lokomotiv Astana
- 2011– : FC Astana